# 塔皮欧沙格
塔皮欧沙格，是匈牙利佩斯州所辖的一个村。总面积33.54平方公里，总人口2689，人口密度80.2人/平方公里（2011年1月1日）。